# Mănăstirea Cruședol
Mănăstirea Cruședol (în sârbă Манастир Крушедол, cu alfabetul latin: Manastir Krušedol) este un ansamblu mănăstiresc ortodox sârb de pe muntele Fruška Gora în regiunea Srem, din nordul Serbiei, în provincia Voivodina. 
Mănăstirea este moștenirea ultimei familii de despoți sârbi Branković. Mănăstirea cu hramul Bunei Vestiri, a fost descrisă ca „lumina spirituală” de Fruška Gora și „a doua Studenică”.

## Istorie
A fost ridicată între 1509 și 1514 de către Sfântul Maxim Brankovic, Mitropolitul Belgradului și Srem, și mama sa, Sfânta Anghelina Brankovic, inițial cu intenția de a deveni mausoleul familiei Branković. Mănăstirea, de la începuturile sale s-a bucurat de sprijinul financiar al domnului Țării Românești Neagoe Basarab (având legături de familie prin soția sa, Doamna Despina) și al Marelui Prinț al Rusiei Vasili al III-lea. În 1708, mănăstirea devine sediul Mitropoliei de Cruședol. 
Mănăstirea a fost una importantă, în 1670, reprezentând cea mai mare obște dintre toate mănăstirile de pe Fruška Gora: 90 de călugări și 12 bătrâni. În 1690, în timpul marii migrații sârbești, călugării au părăsit mănăstirea și s-au mutat la Szentendre luând cu ei obiecte de valoare, relicve și artefacte, revenit la Krušedol în 1697. Când turcii s-au retras în fața lui Eugen de Savoia în timpul războiului austro-turc din 1716-1718, aceștia au capturat și incendiat mănăstirea, fiind reconstruită mai târziu între 1721-1776. Pictura bisericii fiind realizată de meșterii iconari Iov Vasiliević și Ștefan Tenețchi.  
În timpul celui de-al doilea război mondial, mănăstirea a întâmpinat noi greutăți fiind jefuită și avariată. 

## Caracteristici
Biserica a fost construită inițial în stilul școlii Morave. Cu toate acestea, după reconstrucția din secolul al XVIII-lea, șapte ferestre ale biserici au fost refăcute în stil baroc. Deasupra uneia dintre ferestrele din partea de est, există un ceas solar, care indică timpul între orele 6:00 și 17:00.  
Mănăstirea a fost jefuită de mai multe ori, mare parte din artefactele fiind returnate mai târziu. Majoritare pentru mănăstire au fost donațiile familiei Brankovic și a celorlalte familii nobile sârbești. Vechile cărți bisericești au fost aduse de către egumenul Amfilohie din Rusia în 1651. În 1662, în Cruședol a fost scris „Serviciul și acatistul față de sfinți”, precum și anale bogate.  
Mănăstirea are propria grădină de flori, un parc, iar poarta de intrare a parcului este făcută în forma bisericii.  

### Interior
Icoanele și picturile de astăzi au fost adaptate simbolic din perioada originală, medievală, până în epoca barocă. Iconostasul conține icoane din diferite perioade, din secolul XVI până în secolul al XIX-lea. Frescele originale ale interiorului au fost pictate în 1545, dar au fost pictate în tehnica de ulei între 1745 și 1757. Picturile din secolul al XVIII-lea sunt lucrările lui Iov Vasilijević și a iconarului bănățean Ștefan Tenețchi. 

## Necropola mănăstirii
Doi patriarhi ai Bisericii Ortodoxe Sârbe au fost îngropați în Cruședol, precum și mitropolitul Isaia Diacovici și alți arhierei.
Patriarhi îngropați în mănăstire sunt Arsenije III-lea Čarnojević și Arsenije IV Jovanović Šakabenta. Între nobilii înmormântați aici se numără principesa Ljubica Vukomanović, soția principelui Miloš Obrenović, regele Milan I al Serbiei, contele Gheorghe (Đorđe) Brankovici, voievodul Stevan Šupljikac etc.

## Importanța
Aceasta a fost descrisă ca "ce Studenica a fost pentru Serbia Medievală, Mănăstirea Cruședol a fost pentru sârbii din Podunavlje". Multe artefacte din tezaurul mănăstirii, sunt păstrate astăzi în Muzeul Bisericii Ortodoxe Sârbe.
Având o bibliotecă bine înzestrată, mulți cercetători au vizitat și au rămas în mănăstire, inclusiv poetul Laza Kostić. Autorul Dejan Medaković a scris despre Cruședol, în special despre pictura mănăstirii.  
Mănăstirea Cruședol a fost declarată Monument de Cultură de Importanță Excepțională în 1990 și sub protecția statului sârb și unul din recipienții Ordinului Sfântul Sava, clasa I și un statut de Imperial lavră.

## Galerie
| - Zona mănăstirii - Interiorul mănăstirii - Pictura murală din interior - Grădinile din jurul mănăstirii - Intrarea în mănăstire |